# Valentin Demjanenko
Valentin Jurijewtisch Demjanenko (* 23. Oktober 1983 in Tscherkassy, Sowjetunion) ist ein ukrainisch-aserbaidschanischer Kanute.

## Karriere
Demjanenko gewann seinen ersten internationalen Titel bei den U23-Europameisterschaften über 500 Meter im Einer-Canadier.
Im selben Jahr meldeten ihn seine Trainer für die Europameisterschaften der Senioren. Im Einer-Canadier über 200 Meter gewann er im polnischen Posen gleich die Silbermedaille und lag nur eine Zehntelsekunde hinter Maxim Opalew aus Russland.
Einen Monat später nahm er an den Weltmeisterschaften 2005 in Zagreb teil. Im Einer-Canadier über 500 Meter wurde er Vierter. Im Einer-Canadier über 200 Meter konnte er dieses Mal Opalew auf den zweiten Rang verdrängen und sich den Weltmeistertitel sichern.
Da es bei den Olympischen Sommerspielen 2008 keine 200-Meter-Rennen gab, wechselte er auf die 500-Meter-Distanz. Jedoch konnte er sich nicht für die Spiele in Peking qualifizieren. Bei den Weltmeisterschaften in Szeged trat er nochmals über 200 Meter an. Allerdings konnte er seinen Titel nicht verteidigen und belegte den zweiten Platz hinter dem Russen Nikolai Lipkin.
2009 wechselte Demjanenko zum Aserbaidschanischen Kanuverband. 2009 und 2011 wurde er erneut Welt- und Europameister im C-1 über 200 Meter. Zudem gewann er bei den Europameisterschaften 2011 auch über 500 Meter im Einer-Canadier Gold und wurde 2013 zum vierten Mal Weltmeister im C-1 über 200 Meter.
Bei den Olympischen Sommerspielen 2012 in London belegte er im C-1 über 200 Meter den 25. Rang. Als Silbermedaillengewinner der ersten Europaspiele 2015 reiste er ein Jahr später zu seinen zweiten Olympischen Spielen in Rio de Janeiro. Erneut trat er im C-1 über 200 Meter an und konnte dieses Mal die Silbermedaille gewinnen.